# Pinacoplus
Pinacoplus là một chi bướm đêm thuộc họ Noctuidae.